# Giải vô địch bóng đá câu lạc bộ châu Phi-Á
Giải vô địch bóng đá câu lạc bộ châu Phi-Á (tiếng Anh: Afro-Asian Club Championship, đôi khi còn được gọi là Afro-Asian Cup), là một cuộc đấu bóng đá giữa hai câu lạc bộ thuộc Liên đoàn bóng đá châu Phi (CAF) và Liên đoàn bóng đá châu Á (AFC), cả hai đội bóng đều là những nhà vô địch African Champions' Cup và Asian Club Championship, trận đấu của hai câu lạc bộ hàng đầu của hai châu lục tham dự. Giải dựa trên Intercontinental Cup (cuộc đấu giữa UEFA và CONMEBOL). Giải đấu diễn ra từ năm 1987 đến năm 1999.

## Lịch sử
Hai mùa giải đầu tiên năm 1986 và 1987 chỉ thi đấu một trận duy nhất; Từ năm 1988 đến năm 1998, hai đội thi đấu hai trận trên sân khách và sân nhà. Nhà vô địch cuối cùng là Câu lạc bộ Raja Casablanca của Maroc sau khi giành chiến thắng trước câu lạc bộ Pohang Steelers của Hàn Quốc vào năm 1998.
Cuộc đấu đã bị hủy bỏ sau quyết định ngưng tham dự của CAF vào ngày 30 tháng 7 năm 2000, nguyên nhân là do đại diện của AFC dã biểu quyết ủng hộ Đức tổ chức vòng chung kết World Cup năm 2006 hơn là Nam Phi (quốc gia châu Phi tổ chức thành công World Cup 2010).
Tháng 2 năm 2018, Chủ tịch CAF Ahmad Ahmad cho biết sẽ xem xét việc tái tổ chức cuộc đấu.

## Danh sách các đội vô địch

### Trận chung kết với trận đấu duy nhất
| Năm[A]        | Đất nước | Vô địch         | Tỷ số | Á quân              | Đất nước | Ngày             | Địa điểm            | Ghi chú |
| ------------- | -------- | --------------- | ----- | ------------------- | -------- | ---------------- | ------------------- | ------- |
| 1986 Chi tiết | Hàn Quốc | Daewoo Royals † | 2–0   | FAR Rabat #         | Maroc    | 16 tháng 1, 1987 | Riyadh, Ả Rập Xê Út |         |
| 1987 Chi tiết | Ai Cập   | Zamalek #       | 2–0   | Furukawa Electric † | Nhật Bản | 5 tháng 2, 1988  | Cairo, Ai Cập       | [ 4 ]   |

### Trận chung kết với hai trận đấu
| Năm[A]        | Đất nước                                                                          | Vô địch                                                           | Tỷ số                                                             | Á quân                                                            | Đất nước                                                          | Ngày                                                              | Địa điểm                                                          | Ghi chú     |
| ------------- | --------------------------------------------------------------------------------- | ----------------------------------------------------------------- | ----------------------------------------------------------------- | ----------------------------------------------------------------- | ----------------------------------------------------------------- | ----------------------------------------------------------------- | ----------------------------------------------------------------- | ----------- |
| 1988 Chi tiết | JPN                                                                               | Yomiuri †                                                         | 1–3                                                               | Al-Ahly #                                                         | EGY                                                               | 2 tháng 9, 1989                                                   | Tokyo, Nhật Bản                                                   |             |
| 1988 Chi tiết | EGY                                                                               | Al-Ahly #                                                         | 1–0                                                               | Yomiuri †                                                         | JPN                                                               | 22 tháng 9, 1989                                                  | Cairo, Ai Cập                                                     |             |
| 1988 Chi tiết | Al-Ahly thắng với tổng tỷ số 4–1                                                  |                                                                   |                                                                   |                                                                   |                                                                   |                                                                   |                                                                   |             |
| 1989          | ALG                                                                               | ES Sétif #                                                        | 2–0                                                               | Al-Sadd †                                                         | QAT                                                               | 12 tháng 1, 1990                                                  | Constantine, Algérie                                              |             |
| 1989          | QAT                                                                               | Al-Sadd †                                                         | 1–3                                                               | ES Sétif #                                                        | ALG                                                               | 19 tháng 1, 1990                                                  | Doha, Qatar                                                       |             |
| 1989          | ES Sétif thắng với tổng tỷ số 5–1                                                 |                                                                   |                                                                   |                                                                   |                                                                   |                                                                   |                                                                   |             |
| 1990          | Không tổ chức Hai đội tham dự: Raja Casablanca # và Liaoning FC †                 | Không tổ chức Hai đội tham dự: Raja Casablanca # và Liaoning FC † | Không tổ chức Hai đội tham dự: Raja Casablanca # và Liaoning FC † | Không tổ chức Hai đội tham dự: Raja Casablanca # và Liaoning FC † | Không tổ chức Hai đội tham dự: Raja Casablanca # và Liaoning FC † | Không tổ chức Hai đội tham dự: Raja Casablanca # và Liaoning FC † | Không tổ chức Hai đội tham dự: Raja Casablanca # và Liaoning FC † |             |
| 1991          | Không tổ chức Hai đội tham dự: JS Kabylie # và Esteghlal †                        | Không tổ chức Hai đội tham dự: JS Kabylie # và Esteghlal †        | Không tổ chức Hai đội tham dự: JS Kabylie # và Esteghlal †        | Không tổ chức Hai đội tham dự: JS Kabylie # và Esteghlal †        | Không tổ chức Hai đội tham dự: JS Kabylie # và Esteghlal †        | Không tổ chức Hai đội tham dự: JS Kabylie # và Esteghlal †        | Không tổ chức Hai đội tham dự: JS Kabylie # và Esteghlal †        |             |
| 1992          | TUN                                                                               | Club Africain #                                                   | 2–1                                                               | Al-Hilal †                                                        | KSA                                                               | 26 tháng 12, 1992                                                 | Tunis, Tunisia                                                    |             |
| 1992          | KSA                                                                               | Al-Hilal †                                                        | 2–2                                                               | Club Africain #                                                   | TUN                                                               | 6 tháng 1, 1993                                                   | Riyadh, Ả Rập Xê Út                                               |             |
| 1992          | Club Africain thắng với tổng tỷ số 4–3                                            |                                                                   |                                                                   |                                                                   |                                                                   |                                                                   |                                                                   |             |
| 1993          | IRN                                                                               | PAS Tehran †                                                      | 0–0                                                               | Wydad Casablanca #                                                | MAR                                                               | 31 tháng 12, 1993                                                 | Tehran, Iran                                                      |             |
| 1993          | MAR                                                                               | Wydad Casablanca #                                                | 2–0                                                               | PAS Tehran †                                                      | IRN                                                               | 16 tháng 1, 1994                                                  | Casablanca, Maroc                                                 |             |
| 1993          | Wydad Casablanca thắng với tổng tỷ số 2–0                                         |                                                                   |                                                                   |                                                                   |                                                                   |                                                                   |                                                                   |             |
| 1994 Chi tiết | EGY                                                                               | Zamalek #                                                         | 2–1                                                               | Ngân hàng Nông nghiệp Thái Lan †                                  | THA                                                               | 11 tháng 9,1994                                                   | El-Mahalla El-Kubra, Ai Cập                                       |             |
| 1994 Chi tiết | Thái Lan                                                                          | Ngân hàng Nông nghiệp Thái Lan †                                  | 1–0                                                               | Zamalek #                                                         | EGY                                                               | 21 tháng 9, 1994                                                  | Bangkok, Thái Lan                                                 |             |
| 1994 Chi tiết | Tổng tỷ số 2–2, Ngân hàng Nông nghiệp Thái Lan thắng nhờ luật bàn thắng sân khách |                                                                   |                                                                   |                                                                   |                                                                   |                                                                   |                                                                   |             |
| 1995          | THA                                                                               | Ngân hàng Nông nghiệp Thái Lan †                                  | 1–1                                                               | Espérance #                                                       | TUN                                                               | 29 tháng 8, 1995                                                  | Suphanburi, Thái Lan                                              |             |
| 1995          | TUN                                                                               | Espérance #                                                       | 3–0                                                               | Ngân hàng Nông nghiệp Thái Lan †                                  | THA                                                               | 7 tháng 10, 1995                                                  | Tunis, Tunisia                                                    |             |
| 1995          | Espérance thắng với tổng tỷ số 4–1                                                |                                                                   |                                                                   |                                                                   |                                                                   |                                                                   |                                                                   |             |
| 1996          | RSA                                                                               | Orlando Pirates #                                                 | 0–0                                                               | Cheonan Ilhwa Chunma †                                            | KOR                                                               | 4 tháng 5, 1996                                                   | Johannesburg, Nam Phi                                             |             |
| 1996          | KOR                                                                               | Cheonan Ilhwa Chunma †                                            | 5–0                                                               | Orlando Pirates #                                                 | RSA                                                               | 18 tháng 5, 1996                                                  | Seoul, Hàn Quốc                                                   |             |
| 1996          | Cheonan Ilhwa Chunma thắng với tổng tỷ số 5–0                                     |                                                                   |                                                                   |                                                                   |                                                                   |                                                                   |                                                                   |             |
| 1997 Chi tiết | KOR                                                                               | Pohang Steelers †                                                 | 2–1                                                               | Zamalek #                                                         | EGY                                                               | 16 tháng 11, 1997                                                 | Pohang, Hàn Quốc                                                  | [ 4 ] [ 5 ] |
| 1997 Chi tiết | EGY                                                                               | Zamalek #                                                         | 1–0                                                               | Pohang Steelers †                                                 | KOR                                                               | 5 tháng 12, 1997                                                  | Cairo, Ai Cập                                                     | [ 4 ] [ 5 ] |
| 1997 Chi tiết | Tổng tỷ số 2–2, Zamalek thắng nhờ luật bàn thắng sân khách                        |                                                                   |                                                                   |                                                                   |                                                                   |                                                                   |                                                                   | [ 4 ] [ 5 ] |
| 1998          | KOR                                                                               | Pohang Steelers †                                                 | 2–2                                                               | Raja Casablanca #                                                 | MAR                                                               | 11 tháng 4, 1999                                                  | Pohang, Hàn Quốc                                                  | [ 1 ] [ 5 ] |
| 1998          | MAR                                                                               | Raja Casablanca #                                                 | 1–0                                                               | Pohang Steelers †                                                 | KOR                                                               | 25 tháng 4, 1999                                                  | Casablanca, Maroc                                                 | [ 1 ] [ 5 ] |
| 1998          | Raja Casablanca thắng với tổng tỷ số 3–2                                          |                                                                   |                                                                   |                                                                   |                                                                   |                                                                   |                                                                   | [ 1 ] [ 5 ] |
| 1999          | Was not held Qualified teams: ASEC Mimosas # and Júbilo Iwata †                   | Was not held Qualified teams: ASEC Mimosas # and Júbilo Iwata †   | Was not held Qualified teams: ASEC Mimosas # and Júbilo Iwata †   | Was not held Qualified teams: ASEC Mimosas # and Júbilo Iwata †   | Was not held Qualified teams: ASEC Mimosas # and Júbilo Iwata †   | Was not held Qualified teams: ASEC Mimosas # and Júbilo Iwata †   | Was not held Qualified teams: ASEC Mimosas # and Júbilo Iwata †   |             |

## Kết quả

### Theo câu lạc bộ
| Quốc gia    | Câu lạc bộ                     | Vô địch | Á quân | Năm vô địch[A] | Năm á quân[A] |
| ----------- | ------------------------------ | ------- | ------ | -------------- | ------------- |
| Ai Cập      | Zamalek                        | 2       | 1      | 1987, 1997     | 1994          |
| Thái Lan    | Ngân hàng Nông nghiệp Thái Lan | 1       | 1      | 1994           | 1995          |
| Hàn Quốc    | Busan IPark[B]                 | 1       | 0      | 1986           |               |
| Ai Cập      | Al-Ahly                        | 1       | 0      | 1988           |               |
| Algérie     | ES Sétif                       | 1       | 0      | 1989           |               |
| Tunisia     | Club Africain                  | 1       | 0      | 1992           |               |
| Maroc       | Wydad Casablanca               | 1       | 0      | 1993           |               |
| Tunisia     | Espérance                      | 1       | 0      | 1995           |               |
| Hàn Quốc    | Seongnam Ilhwa Chunma          | 1       | 0      | 1996           |               |
| Maroc       | Raja Casablanca                | 1       | 0      | 1998           |               |
| Hàn Quốc    | Pohang Steelers                | 0       | 2      |                | 1997, 1998    |
| Maroc       | FAR Rabat                      | 0       | 1      |                | 1986          |
| Nhật Bản    | JEF United[C]                  | 0       | 1      |                | 1987          |
| Nhật Bản    | Tokyo Verdy[D]                 | 0       | 1      |                | 1988          |
| Qatar       | Al-Sadd                        | 0       | 1      |                | 1989          |
| Ả Rập Xê Út | Al-Hilal                       | 0       | 1      |                | 1992          |
| Iran        | PAS Tehran                     | 0       | 1      |                | 1993          |
| Nam Phi     | Orlando Pirates                | 0       | 1      |                | 1996          |

### Theo quốc gia
| Quốc gia    | Vô địch | Á quân |
| ----------- | ------- | ------ |
| Ai Cập      | 3       | 1      |
| Hàn Quốc    | 2       | 2      |
| Maroc       | 2       | 1      |
| Tunisia     | 2       | 0      |
| Thái Lan    | 1       | 1      |
| Algérie     | 1       | 0      |
| Nhật Bản    | 0       | 2      |
| Iran        | 0       | 1      |
| Qatar       | 0       | 1      |
| Ả Rập Xê Út | 0       | 1      |
| Nam Phi     | 0       | 1      |

### Kết quả vòng loại
| Cup                     | Vô địch | Á quân |
| ----------------------- | ------- | ------ |
| African Champions' Cup  | 8       | 3      |
| Asian Club Championship | 3       | 8      |